# Assemblée de Delvinë
L'assemblée de Delvinë, en grec moderne : Διάσκεψη του Δέλβινου, ou  la conférence Pan-Épire de Delvinë (Πανηπειρωτική Διάσκεψη του Δέλβινου), est une réunion des représentants de la République autonome d'Épire du Nord, en juin-juillet 1914, qui a ratifié le protocole de Corfou. Cet accord attribue un statut d'autonomie à l'Épire du Nord, ainsi qu'un certain nombre de droits aux populations grecques locales, à l'intérieur des frontières de la nouvelle principauté d'Albanie.
L'assemblée se tient dans la ville de Delvino (l'actuelle Delvinë, au sud de l'Albanie) avec la participation de députés de toutes les provinces de l'Épire du Nord. Elle dure du 23 juin au 26 juillet 1914 et conduit à la ratification des termes du protocole de Corfou, malgré les objections soulevées par les différentes parties demandant une plus grande autonomie. Le gouvernement grec, sous la direction du Premier ministre Elefthérios Venizélos, soutient également l'approbation du protocole, qu'il considère comme le seul moyen de garantir la paix et la stabilité dans la région, tandis que les représentants de la région côtière de Himarë insistent sur le fait que seule l'incorporation à la Grèce serait une solution viable pour l'Épire du Nord.